# Antoine Meissonnier
Pour les articles homonymes, voir Meissonnier.
Antoine Meissonnier, dit aussi Meissonnier Ainé pour le distinguer de son cadet Joseph, né le 8 décembre 1783 à Marseille, et mort le 6 mai 1857 à Paris, est un guitariste classique, arrangeur, compositeur et éditeur musical français.

## Biographie
Son goût pour la musique a fait prendre à Meissonnier, initialement destiné par ses parents au commerce, la résolution de se rendre en Italie à l’âge de seize ans. Arrivé à Naples, il y a reçu des leçons d’un maître nommé Interlandi, tant pour la guitare que pour la composition. Dans cette ville, il a écrit un opéra bouffe, intitulé la Donna corretta, qui a été représenté sur un théâtre d’amateurs.
Après plusieurs années de séjour à Naples, il est rentré en France. Établi à Paris, il a publié une grande sonate pour la guitare, trois grands trios pour guitare, violon et alto ; Paris, chez l’auteur ; des variations, divertissements et fantaisies pour le même instrument ; une Méthode simplifiée pour la lyre ou guitare (Paris, Sieber), et un grand nombre de romances. Dans son catalogue général de la musique imprimée, Whistling (de) a confondu les ouvrages des deux frères Meissonnier.
En 1814, il a établi à Paris une maison de commerce de musique qu’il a conservée pendant plus de vingt ans.
Il a édité le Journal de lyre ou guitare de 1811 à 1827.